# Athene cunicularia
El mochuelo de madriguera (Athene cunicularia) es una especie de ave estrigiforme de la familia Strigidae. Es un búho pequeño, aunque muchos crean que es una lechuza y de patas largas que se encuentra en todos los paisajes abiertos de América; ha sido observado en pastizales, áreas agrícolas, desiertos y cualquier otra área seca libre de vegetación baja. Anidan y descansan en madrigueras, como las excavadas por perritos de la pradera (Cynomys spp.) o por las vizcachas (Lagostomus maximus). A diferencia de la mayoría de las lechuzas, permanecen activas a menudo durante el día, a pesar de que tienden a evitar el calor del mediodía. La mayoría de la caza se sigue haciendo desde el atardecer hasta el amanecer, al igual que muchas lechuzas 
aún pueden usar su visión nocturna y la audición en su beneficio.

## Nombres comunes

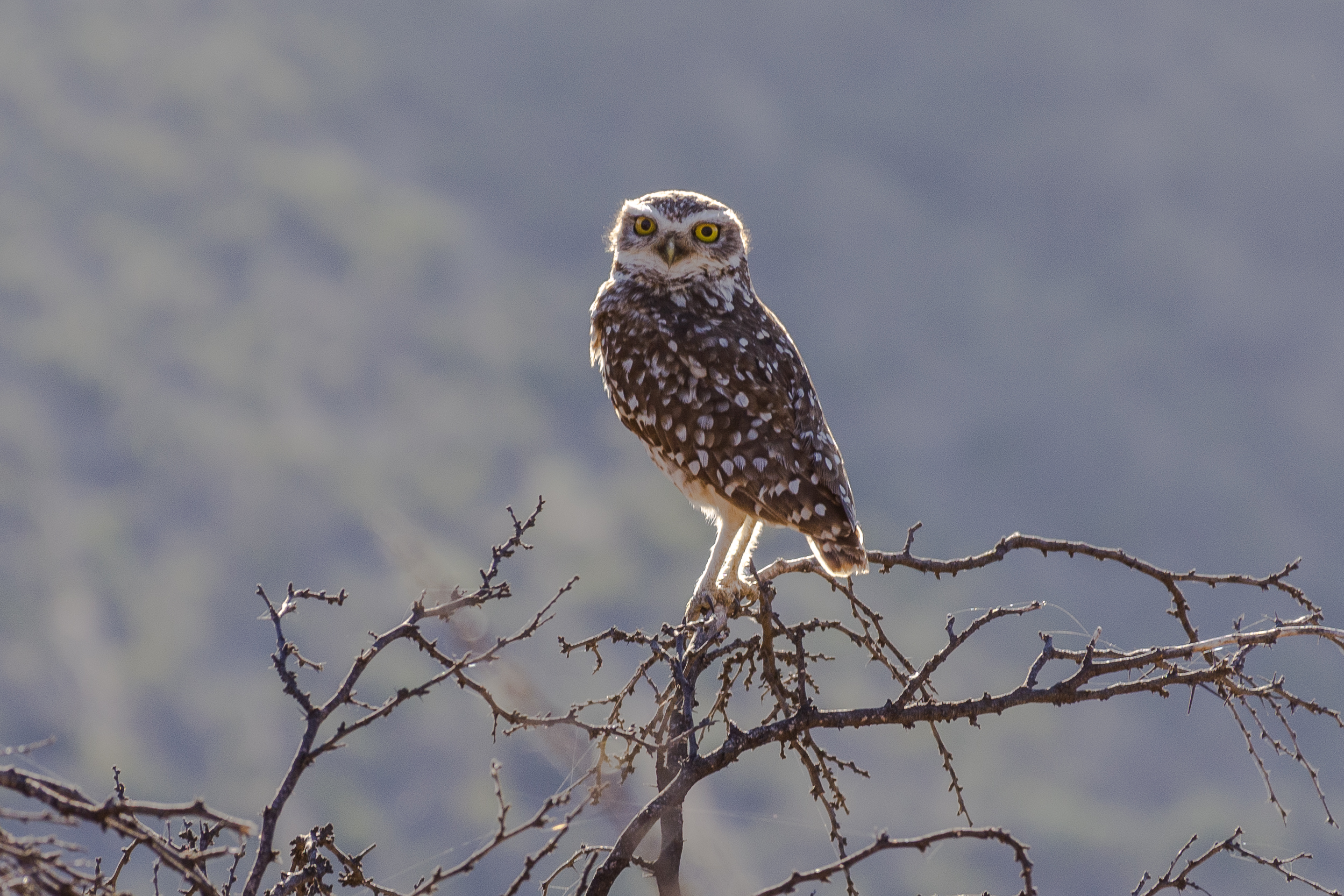
Mochuelo de madriguera en El Sobrante, Provincia de Petorca, región de Valparaíso, Chile.

Athene cunicularia recibe diferentes nombres comunes en el ámbito hispanoparlante:
- Argentina: lechucita vizcachera, lechucita pampa
- Chile: pequén
- Cuba: sijú de sabana, cuco de sabana, cuzco
- España: mochuelo de madriguera es el nombre recomendado en español por la Sociedad Española de Ornitología;[3] también se le denomina mochuelo de hoyo
- México: tecolote llanero, tecolote zancón
- Paraguay: urukurea chichï
- Perú: lechuza de los arenales
- Uruguay: lechucita de campo, vizcachera[4]
- Venezuela: mochuelo de hoyo, guarracuco
- Colombia: murruco, búho, lechuza
- Ecuador: búho terrestre, picpiga
- Bolivia: chiñi, búho minero
- República Dominicana: cucú, tuc

## Distribución
Anguila, Antigua y Barbuda, Argentina, Aruba, Bahamas, Barbados, Belice, Bolivia, Brasil, Canadá, Chile, Colombia, Costa Rica, Cuba, Dominica, República Dominicana, Ecuador, El Salvador, Estados Unidos (presente en el oeste, el centro y en Florida), Georgia del Sur e Islas Sandwich del Sur, Groenlandia, Guadalupe, Guatemala, Guyana, Haití, Honduras, Islas Malvinas, Martinica, México, Montserrat, Antillas Neerlandesas, Panamá, Paraguay, Perú, San Cristóbal y Nieves, Santa Lucía, San Pedro y Miquelón, San Vicente y las Granadinas, Surinam, Trinidad y Tobago, Islas Turcas y Caicos, Uruguay, Venezuela, Islas Vírgenes Británicas, Islas Vírgenes de los Estados Unidos. En sabanas y campos agrícolas abandonados, arenosos y con pastos.

## Descripción
El mochuelo de madriguera es un mochuelo de unos 23 cm de largo. Tiene ojos amarillos, y cejas blancas. El dorso es castaño oscuro moteado de blanco. Una banda blanca atraviesa la garganta. El pecho y el vientre son blancuzcos con barras pardas. Las patas son muy largas y la cola corta. Tiene hábitos terrestres, anida en madrigueras y caza planeando, a menudo de día. Se alimenta de reptiles pequeños e insectos.

## Nido
Anida en verano (en el hemisferio norte de mayo a agosto) en una madriguera que excava, de hasta 2 m de largo bajo tierra, donde pone de 5 a 8 huevos blancos y redondos.

## Subespecies

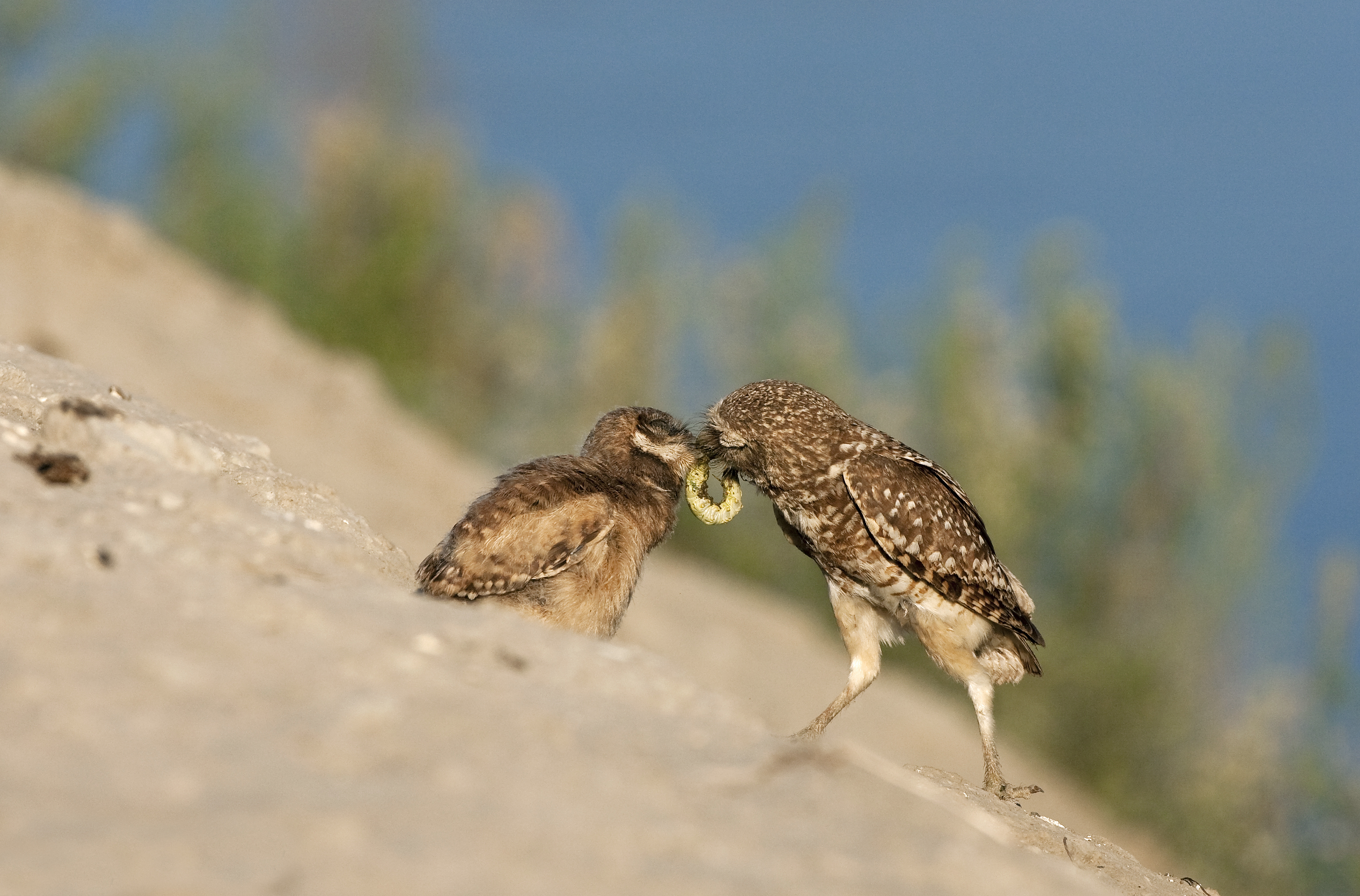
Una hembra alimentando un pichón.

Actualmente se reconocen las siguientes subespecies:
- A. c. amaura  (Lawrence, 1878)
- A. c. apurensis  (Gilliard, 1940)
- A. c. arubensis  (Cory, 1915)
- A. c. boliviana  (Kelso, 1939)
- A. c. brachyptera  (Richmond, 1896)
- A. c. carrikeri  (Stone, 1922)
- A. c. cunicularia  (Molina, 1782)
- A. c. floridana  (Ridgway, 1874)
- A. c. grallaria  (Temminck, 1822)
- A. c. guadeloupensis  Ridgway, 1874
- A. c. guantanamensis  (Garrido, 2001)
- A. c. hypugaea  (Bonaparte, 1825)
- A. c. intermedia  (Berlepsch & Stolzmann, 1902)
- A. c. minor  (Cory, 1918)
- A. c. nanodes  (Berlepsch & Stolzmann, 1902)
- A. c. partridgei  Olrog, 1976
- A. c. pichinchae  (Boetticher, 1929)
- A. c. punensis  (Chapman, 1914)
- A. c. rostrata  (Townsend, 1890)
- A. c. tolimae  (Stone, 1899)
- A. c. troglodytes  (Wetmore & Swales, 1931)